# 文太俊 (政治人物)
文太俊（韓語：문태준，1928年1月14日—2020年3月11日），大韩民国医师，政治人物。前保健社会部长（1988年－1989年），國會議員（1967年－1980年）。

## 生平
1928年1月14日生于庆尚北道盈德郡。祖父文明琦（1878年－1968年）是日治时代的企业家。1950年毕业于首尔大学医学院。1967年至1980年担任民主共和党國會議員。1988年至1989年任保健社会部部长。曾任大韩医师协会会长（1979年－1988年）、名誉会长，世界醫學協會副会长，延世大学医学院神经外科教授等职。2014年获徐載弼医学奖。2020年3月11日下午4时逝世，终年92岁。